# Universitat de Gant
La Universitat de Gant (en neerlandès Universiteit Gent, abreujat UGent) és una de les tres més grans universitats flamenques. Està situada en la històrica ciutat de Gant a Flandes, Bèlgica. Té 36.000 estudiants i un cos docent i funcionari de gairebé 9.000 membres.

## Història
La universitat va ser fundada pel rei Guillem I i va obrir les portes el 9 d'octubre de 1817. En el seu primer any, va tenir 190 estudiants i 16 professors. Les quatre facultats originals eren Humanitats, Lleis, Medicina i Ciència, i l'idioma d'instrucció era el llatí. El francès es va convertir en l'idioma oficial de la Universitat després de la independència de Bèlgica. El 1903, el polític flamenc Lodewijk De Raet va conduir una reeixida campanya per a començar la instrucció en neerlandès, i els primers cursos en aquest idioma van començar el 1906.
Un "Institut Flamenc" (Vlaemsche Hoogeschool) va ser fundat el 1916, però va ser tancat a causa de la Primera Guerra Mundial. El ministre del gabinet Pierre Nolf va alçar una moció el 1923 per a establir completament l'holandès com l'idioma de la universitat, el que es va oficialitzar el 1930, convertint a la Universitat de Gant en la primera universitat exclusivament neerlandesa a Bèlgica.
Durant la Segona Guerra Mundial, l'administració alemanya de la Universitat va intentar dotar-la d'una orientació germanista instal·lant a activistes lleials a la seva ideologia. No obstant això, la universitat es va convertir en el punt focal per a molts membres de la resistència mentre progressava la guerra.
Cap a 1953, havien més de 3.000 estudiants, i el 1969 més d'11.500. El nombre de facultats va augmentar a onze, començant amb Ciències Aplicades el 1957, seguint amb Economia i Medicina Veterinària el1968, Psicologia i Biociències el 1969, i Ciències Farmacèutiques. La facultat de Ciències Polítiques i Socials és la més recent, datant de 1992.

## Facultats
Les onze facultats de la Universitat de Gant reuneixen conjuntament més de 130 departaments, i són les següents: 
- Facultat d'Arts i Filosofia
- Facultat de Lleis
- Facultat de Ciències
- Facultat de Medicina i Ciències de la Salut
- Facultat d'Enginyeria
- Facultat d'Economia i Administració d'Empreses
- Facultat de Medicina Veterinària
- Facultat de Psicologia i Ciències de l'Educació
- Facultat de Bioenginyeria
- Facultat de Ciències Farmacèutiques
- Facultat de Ciències Polítiques i Socials

A més, la Universitat de Gant té cinc Escoles de Doctorats únicament per a investigadors de programes doctorals.